# محمد المنهالي (لاعب كرة قدم مواليد 1997)
محمد سالم المنهالي (مواليد 23 مارس 1997) لاعب كرة قدم إماراتي يجيد اللعب كلاعب وسط مع نادي بني ياس في دوري الخليج العربي الإماراتي.

## روابط خارجية
- محمد المنهالي على موقع Soccerway.com (الإنجليزية)